# صد دانه یاقوت
صد دانه یاقوت کتابی از مصطفی رحماندوست است، که در سال ۱۳۶۸ منتشر و در مراسم کتاب سال جمهوری اسلامی ایران به‌عنوان کتاب برگزیده معرفی شد. این کتاب به زبان چینی ترجمه شده‌است.
و بعضی از شعرهای آن کتاب در کتاب‌های درسی نیز وجود دارد در این کتاب یازده شعر از میوه‌ها وجود دارد انار، زرد آلو، خربزه، هندوانه،...